# Camilla de' Rossi
Camilla de' Rossi (San Secondo Parmense, 1516 – Cortemaggiore, 3 ottobre 1543) è stata una nobile italiana.

## Biografia

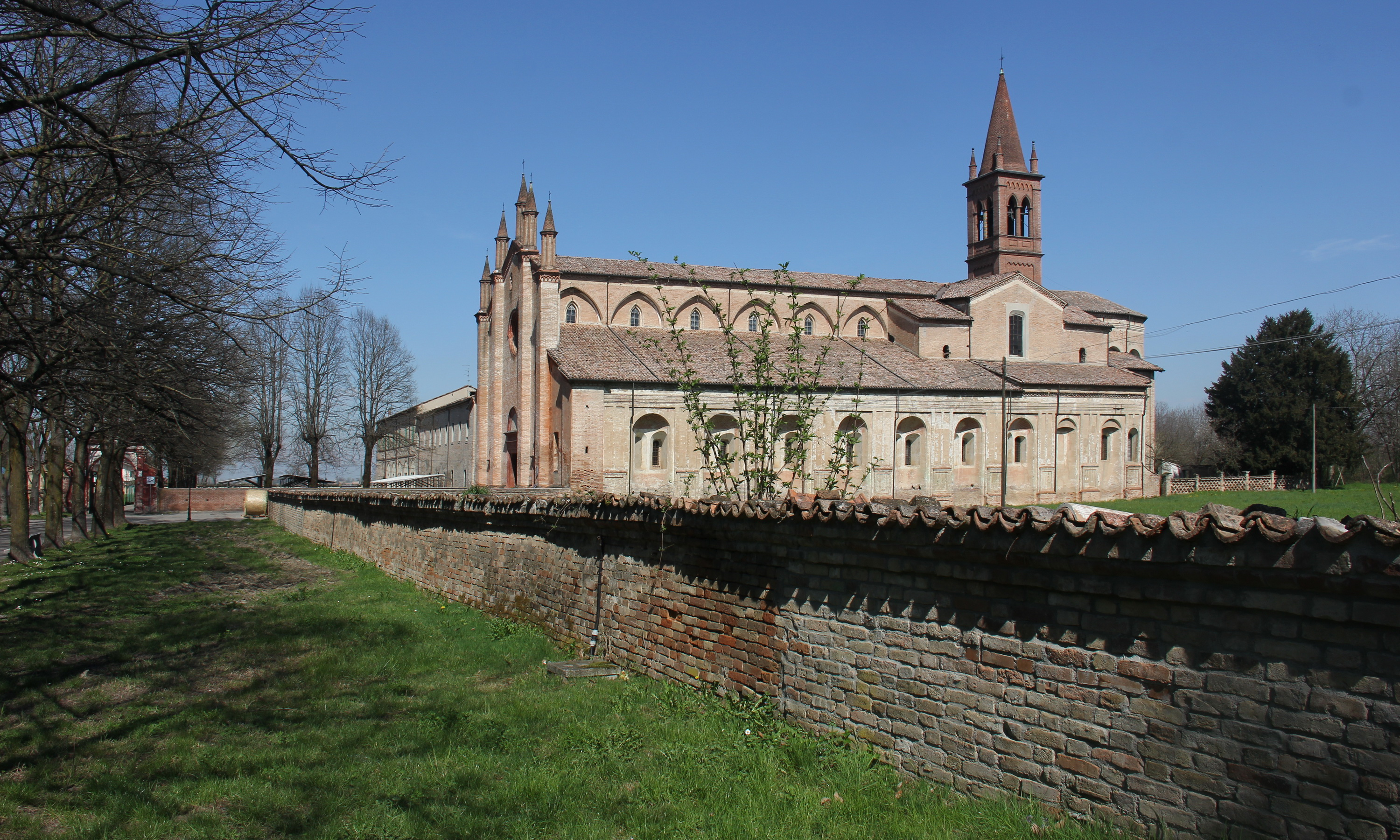
Chiesa dei Frati di Cortemaggiore, luogo di sepoltura di Camilla.

Stemma dei Rossi di Parma.

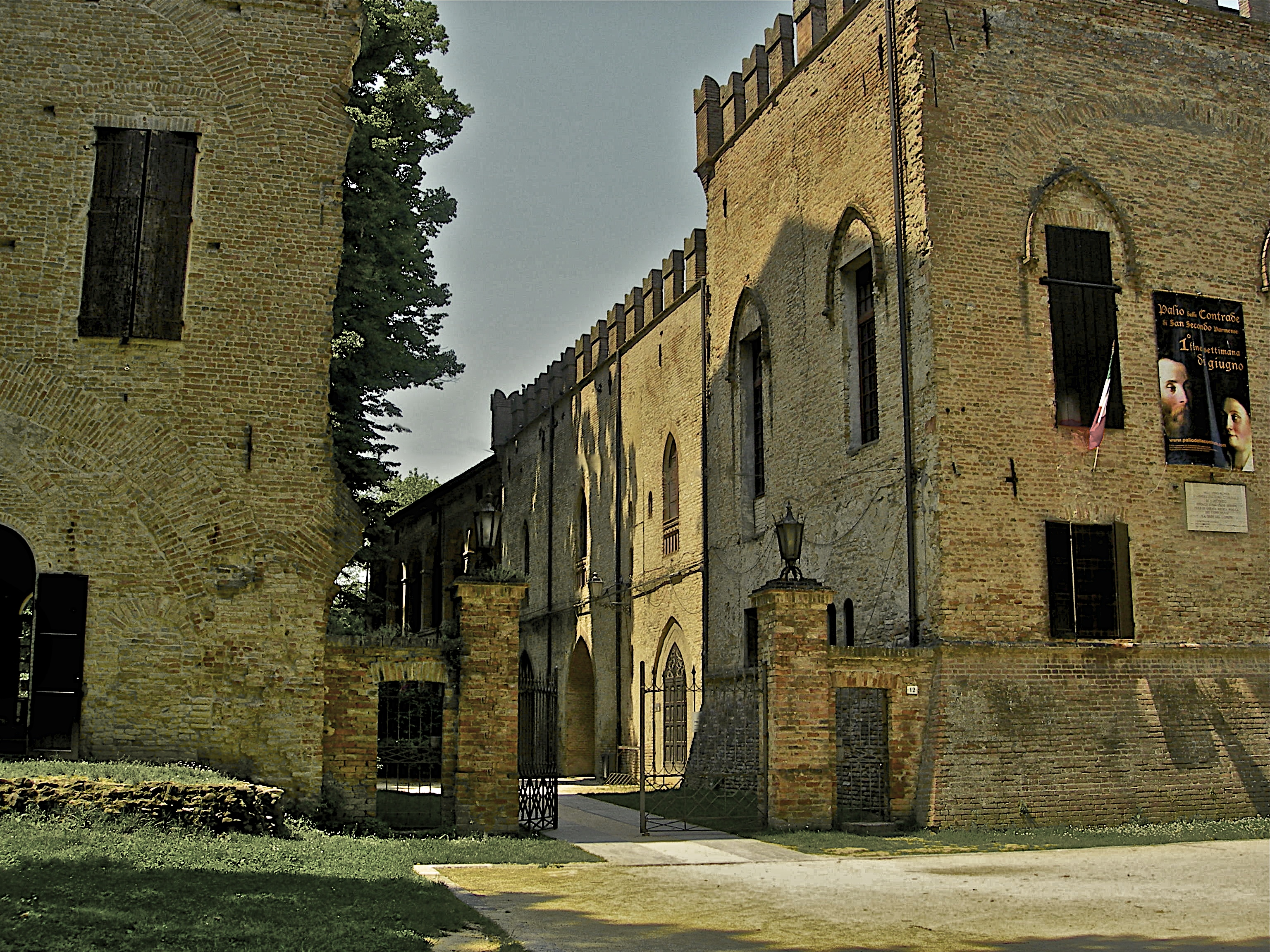
Rocca dei Rossi.

Era figlia di Troilo I de' Rossi e di Bianca Riario. Sposò Girolamo Pallavicino (1510-1557), marchese di Cortemaggiore, del quale fu la prima moglie.
Assolutamente insensata, se non altro per l'età dei due - lei nata nel 1516, lui morto nel 1526 -, la storia di essere stata l'amante di Giovanni dalle Bande Nere, il famoso condottiero, che nel 1522 era venuto in aiuto, con le sue truppe, della sorellastra Bianca Riario, nata dal primo matrimonio della madre Caterina Sforza con Girolamo Riario, che si prese cura di Giovanni al tempo in cui Caterina era prigioniera del papa a Castel Sant'Angelo. Bianca, rimasta vedova ed erede di Troilo nel 1521, era molestata da un parente, Bernardo de' Rossi vescovo di Treviso, che vantava diritti sui beni in San Secondo. Nel 1522 venne affrontato in armi nella battaglia di San Secondo dal de' Medici che occupò le sue terre e le restituì alla sorellastra.
Pare che il condottiero abbia conosciuto Camilla in occasione di un soggiorno a Reggio, durante il quale incontrò anche il poeta Pietro Aretino in fuga da Roma, che da allora lo seguì e rimase amico sino alla sua morte a Mantova nel 1526.
Morì a Cortemaggiore il 3 ottobre 1543 e fu sepolta nella cappella Pallavicina della locale chiesa dei frati (chiesa dell'Annunciata) dove è ancora ben visibile la iscrizione funeraria.

## Ascendenza
|                                               |              |                                                         | Genitori                                              |  |  | Nonni |  |  | Bisnonni                                         |  |  | Trisnonni                                        |  |
|                                               |              |                                                         |                                                       |  |  |       |  |  | Pier Maria II de' Rossi, IV conte di San Secondo |  |  | Pier Maria I de' Rossi, III conte di San Secondo |  |
|                                               |              |                                                         |                                                       |  |  |       |  |  | Pier Maria II de' Rossi, IV conte di San Secondo |  |  | Pier Maria I de' Rossi, III conte di San Secondo |  |
|                                               |              | Maria Giovanna Cavalcabò                                |                                                       |  |  |       |  |  | Pier Maria II de' Rossi, IV conte di San Secondo |  |  |                                                  |  |
| Giovanni de' Rossi, V conte di San Secondo    |              |                                                         |                                                       |  |  |       |  |  | Pier Maria II de' Rossi, IV conte di San Secondo |  |  |                                                  |  |
|                                               |              | Antonia Torelli                                         | Guido Torelli, I conte di Guastalla e Montechiarugolo |  |  |       |  |  |                                                  |  |  |                                                  |  |
|                                               |              | Antonia Torelli                                         | Guido Torelli, I conte di Guastalla e Montechiarugolo |  |  |       |  |  |                                                  |  |  |                                                  |  |
|                                               |              | Antonia Torelli                                         | Orsina Visconti                                       |  |  |       |  |  |                                                  |  |  |                                                  |  |
| Troilo I de' Rossi, I marchese di San Secondo |              | Antonia Torelli                                         |                                                       |  |  |       |  |  |                                                  |  |  |                                                  |  |
|                                               |              | Francesco Scotti Douglas, conte di Carpaneto e Vigoleno | …                                                     |  |  |       |  |  |                                                  |  |  |                                                  |  |
|                                               |              | Francesco Scotti Douglas, conte di Carpaneto e Vigoleno | …                                                     |  |  |       |  |  |                                                  |  |  |                                                  |  |
|                                               |              | Francesco Scotti Douglas, conte di Carpaneto e Vigoleno | …                                                     |  |  |       |  |  |                                                  |  |  |                                                  |  |
| Angela Scotti Douglas                         |              | Francesco Scotti Douglas, conte di Carpaneto e Vigoleno |                                                       |  |  |       |  |  |                                                  |  |  |                                                  |  |
|                                               |              | …                                                       | …                                                     |  |  |       |  |  |                                                  |  |  |                                                  |  |
|                                               |              | …                                                       | …                                                     |  |  |       |  |  |                                                  |  |  |                                                  |  |
|                                               |              | …                                                       | …                                                     |  |  |       |  |  |                                                  |  |  |                                                  |  |
| Camilla de' Rossi                             |              | …                                                       |                                                       |  |  |       |  |  |                                                  |  |  |                                                  |  |
|                                               | Paolo Riario | Raffaele Riario                                         |                                                       |  |  |       |  |  |                                                  |  |  |                                                  |  |
|                                               | Paolo Riario | Raffaele Riario                                         |                                                       |  |  |       |  |  |                                                  |  |  |                                                  |  |
|                                               | Paolo Riario | Teodorina Spinola                                       |                                                       |  |  |       |  |  |                                                  |  |  |                                                  |  |
| Girolamo Riario, signore di Imola e Forlì     | Paolo Riario |                                                         |                                                       |  |  |       |  |  |                                                  |  |  |                                                  |  |
|                                               |              | Bianca della Rovere                                     | Leonardo della Rovere                                 |  |  |       |  |  |                                                  |  |  |                                                  |  |
|                                               |              | Bianca della Rovere                                     | Leonardo della Rovere                                 |  |  |       |  |  |                                                  |  |  |                                                  |  |
|                                               |              | Bianca della Rovere                                     | Luchina Monleone                                      |  |  |       |  |  |                                                  |  |  |                                                  |  |
| Bianca Riario                                 |              | Bianca della Rovere                                     |                                                       |  |  |       |  |  |                                                  |  |  |                                                  |  |
|                                               |              | Galeazzo Maria Sforza, V duca di Milano                 | Francesco Sforza, IV duca di Milano                   |  |  |       |  |  |                                                  |  |  |                                                  |  |
|                                               |              | Galeazzo Maria Sforza, V duca di Milano                 | Francesco Sforza, IV duca di Milano                   |  |  |       |  |  |                                                  |  |  |                                                  |  |
|                                               |              | Galeazzo Maria Sforza, V duca di Milano                 | Bianca Maria Visconti                                 |  |  |       |  |  |                                                  |  |  |                                                  |  |
| Caterina Sforza                               |              | Galeazzo Maria Sforza, V duca di Milano                 |                                                       |  |  |       |  |  |                                                  |  |  |                                                  |  |
|                                               |              | Lucrezia Landriani                                      | …                                                     |  |  |       |  |  |                                                  |  |  |                                                  |  |
|                                               |              | Lucrezia Landriani                                      | …                                                     |  |  |       |  |  |                                                  |  |  |                                                  |  |
|                                               |              | Lucrezia Landriani                                      | …                                                     |  |  |       |  |  |                                                  |  |  |                                                  |  |
|                                               |              | Lucrezia Landriani                                      |                                                       |  |  |       |  |  |                                                  |  |  |                                                  |  |